# San Lorenzo a Greve
San Lorenzo a Greve, conosciuta anche col nome di Ponte a Greve, è un rione storico prevalentemente a carattere residenziale del quartiere 4 di Firenze e prende il nome dall'omonima chiesa presente sul territorio.

## Geografia

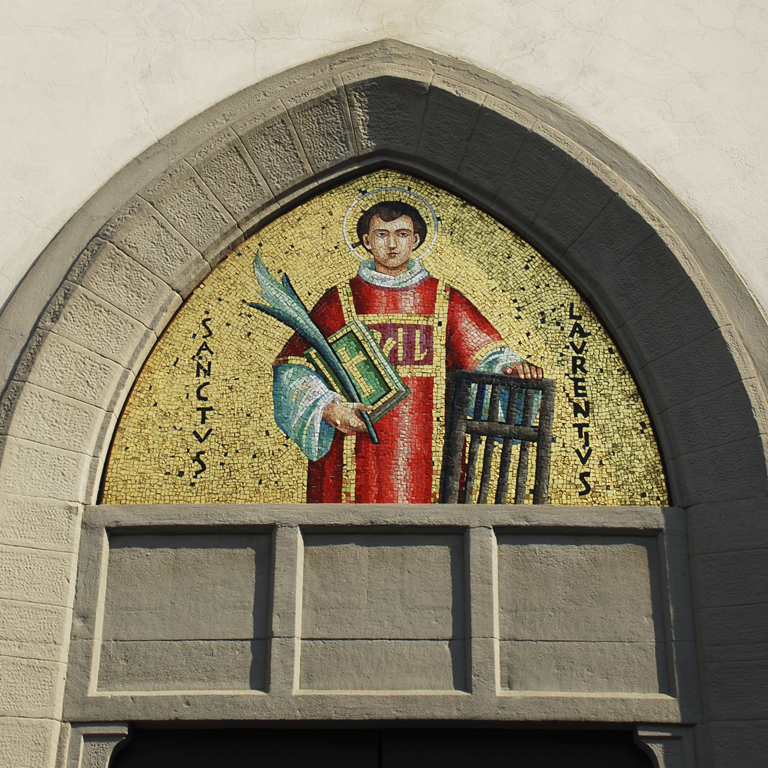
San Lorenzo. Mosaico presente sulla facciata dell'omonima chiesa.

Topograficamente il terreno è prevalentemente pianeggiante e geograficamente è situato a sud ovest del Comune di Firenze in una zona che confina con Scandicci.
I limiti di San Lorenzo a Greve sono costituiti ad ovest dal corso del fiume Greve che ne sancisce il limite con Sollicciano (altra suddivisione del comune fiorentino) e Scandicci.
A sud il viale Pietro Nenni segna in grosso modo il confine con San Giusto (quartiere appartenente al Comune di Scandicci).
Ad ovest e a nord è adiacente rispettivamente alle suddivisioni fiorentine di San Quirico e a La Casella (quest'ultima posta oltre via Baccio da Montelupo).

## Storia e urbanistica
Il nucleo originario di San Lorenzo a Greve è rappresentato da un borgo sviluppatosi lungo la via pisana, che storicamente ha rappresentato per secoli uno dei più importanti assi commerciali tra Firenze e Pisa.
Sembra infatti che la chiesa di San Lorenzo sia stata posta strategicamente in adiacenza dell'antico ponte a difesa del passo sulla Greve.
In seguito, vi si sarebbe sviluppato il borgo con la sua tipica conformazione edilizia storica di case a schiera tutt'oggi ancora presente e leggibile.
Fuori dall'ambito di via pisana il territorio presenta rarissimi episodi di edilizia storica, tutti gli edifici, effettivamente, sono palazzi di recente costruzione che, per le loro dimensioni e fattezze, mal si attestano alle vicine case dell'antico borgo.
Oggi la zona di San Lorenzo a Greve è interessata da un grande sviluppo edilizio di carattere residenziale.
Nella zona a sud, in adiacenza con viale Nenni, sono sorti nuovi e imponenti quartieri residenziali nonché un grande centro commerciale molto fruito anche dalla popolazione scandiccese e di altri quartieri fiorentini.
L'impulso fondamentale che ha determinato questo inurbamento è costituito dalla costruzione della linea tramviaria che collega Firenze a Scandicci e che lambisce la zona di San Lorenzo passando proprio sul viale Nenni.

## Infrastrutture e trasporti

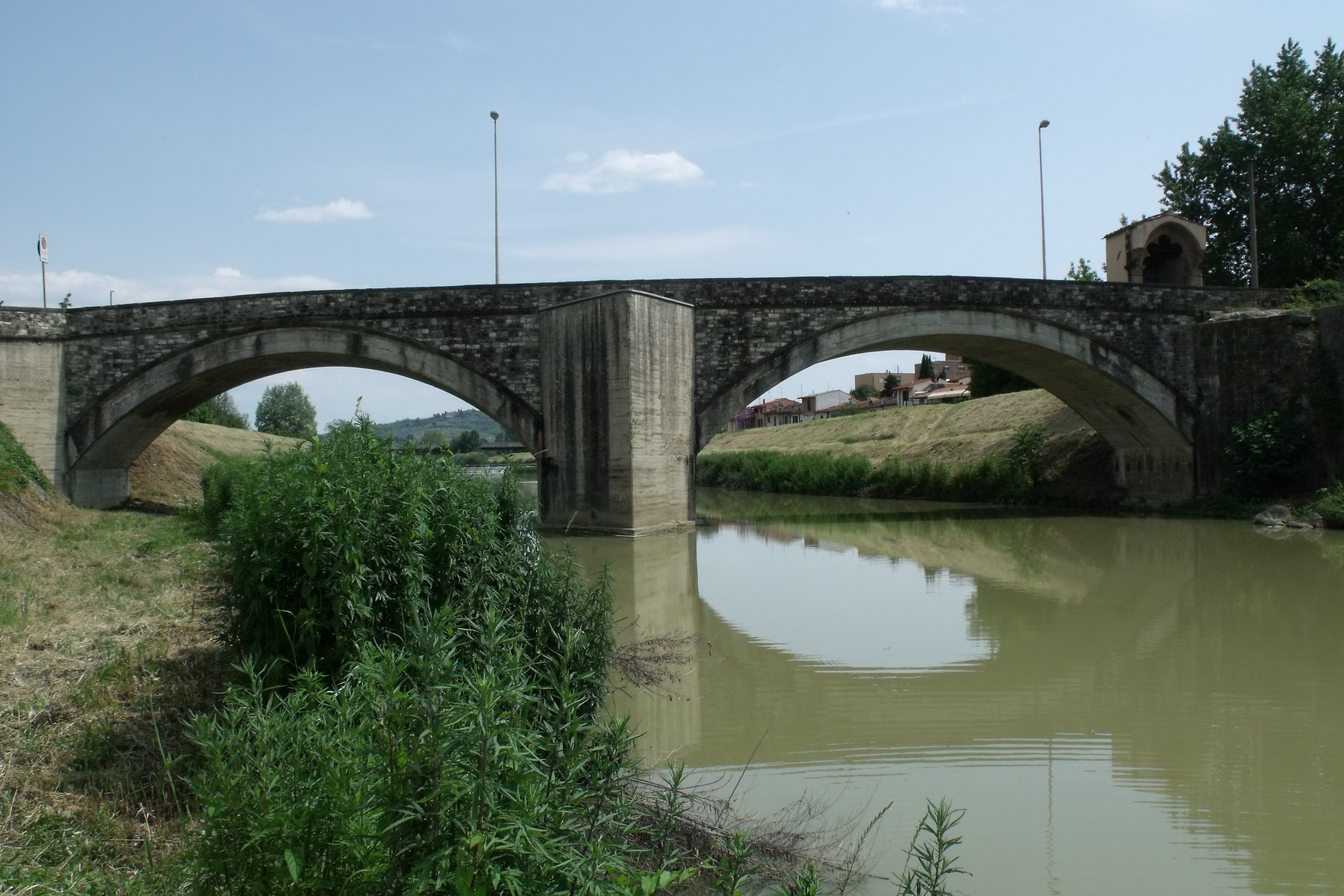
Ponte a Greve su cui passa la via Pisana.

Nel quartiere di San Lorenzo a Greve si possono ritrovare molte tipologie di spazio urbano, dal borgo antico al moderno grande viale di scorrimento; dalle piccole botteghe al grande centro commerciale; dalle piccole case terratetto ai grandi palazzi residenziali.
Il dualismo tra antico e moderno ha in comune il fatto che stiamo parlando di un'area che ha mantenuto nel tempo la sua vocazione di essere un luogo di passaggio. Se ieri era un antico crocevia di traffici tra Pisa e Firenze, oggi è invece interessato dai grandi flussi di traffico tra il capoluogo e Scandicci.
Via Pisana e Viale Nenni, quindi, presentano la risposta ad un problema analogo in ambiti temporali del tutto diversi.
Perciò risultano dimensionalmente e infrastrutturalmente rapportati alle esigenze degli abitanti del proprio tempo.
Se ieri c'erano bottege e chiese a far fronte ai viandanti oggi ci sono stazioni di servizio e centri commerciali a far fronte al traffico meccanizzato e al moderno stile di vita.
Oltre al viale Nenni e via Pisana la zona di San Lorenzo a Greve è lambita dal traffico proveniente dal viadotto dell'Indiano e quindi dai flussi tra Scandicci e la zona nord dell'agglomerato fiorentino, ovvero il quartiere di Novoli e il comune di Sesto Fiorentino.
Altra strada di grande importanza è Via Baccio da Montelupo parallela di Via Pisana, che ne ha in parte ereditato la funzione almeno per quanto riguarda al traffico di interesse locale.
La Via Pisana (almeno per quanto riguarda questo tratto) ha perso la sua storica funzione strategica.
Fino al 1921 la località era servita dalla fermata "Ponte a Greve" della tranvia Firenze-Signa, inaugurata nel 1881 e prolungata nel 1895 fino a Porto di Mezzo, costituendo uno dei principali collegamenti con l'area occidentale di Firenze.

## Strutture
- Parrocchia San Lorenzo a Ponte a Greve
- Ex-scuola elementare "Giulio Bechi" - oggi centro culturale "Stazione di confine"
- Scuola materna "Giulio Bechi"
- Scuola media inferiore "Piero della Francesca"
- Scuola Calcio "Unione Polisportiva Ponte a Greve"